# Азат Арцах
Азат Арцах (вірм. Ազատ Արցախ, укр. «Вільний Арцах») — офіційна газета Нагірно-Карабаської Республіки, видається вірменською мовою. Cтворена 16 червня 1923 р.
Газета була відома під кількома іменами, спочатку як «Гехчук» (вірм. Գեղջուկ, укр. «селянин»). Назва була змінена на «Khorherdayin Карабах» (вірм. Խորհրդային Ղարաբաղ, укр. «Радянський Карабах»), і значно пізніше «Арцах» (вірм. Արցախ, Арцах — це історична назва Карабаху), і з утворенням Нагірно-Карабаської Республіки, було перейменований у «Республіка Нагірний Карабах» (вірм. ԼՂ Հանրապետություն), яка була остаточно перейменована в «Азат Арцах» (вірм. Ազատ Արցախ).
Газета також має онлайн-видання вірменською, англійською та російською мовами.